# Жеп'янка
Жеп'янка (пол. Rzepianka) — гірська річка в Польщі, у Тарновському повіті Малопольського воєводства. Права притока Білої, (басейн Балтійського моря).

## Опис
Довжина річки 13,5 км, найкоротша відстань між витоком і гирлом — 11,87  км, коефіцієнт звивистості річки — 1,14 . Формується притоками, безіменними струмками та частково каналізована. У річці водиться форель.

## Розташування
Бере початок на південно-східній околиці села Жепенник-Сухий на висоті 380 м над рівнем моря (гміна Жепенник-Стшижевський). Тече переважно на північний захід через Жепенник-Біскупі, Жепенник-Стшижевський, Жепенник-Марцишевський і у селі Голянка впадає у річку Білу, праву притоку Дунайця.

## Притоки
- Тужа, Камикувка (ліві).

## Цікаві факти
- Річка частково протікає через ландшафтні заказники Пасмо Бжанкі та Ценжковицько-Рожновське[5].
- У селі Голянка над річкою пролягає туристичний шлях (Громник — Носалова)[5]

## Галерея

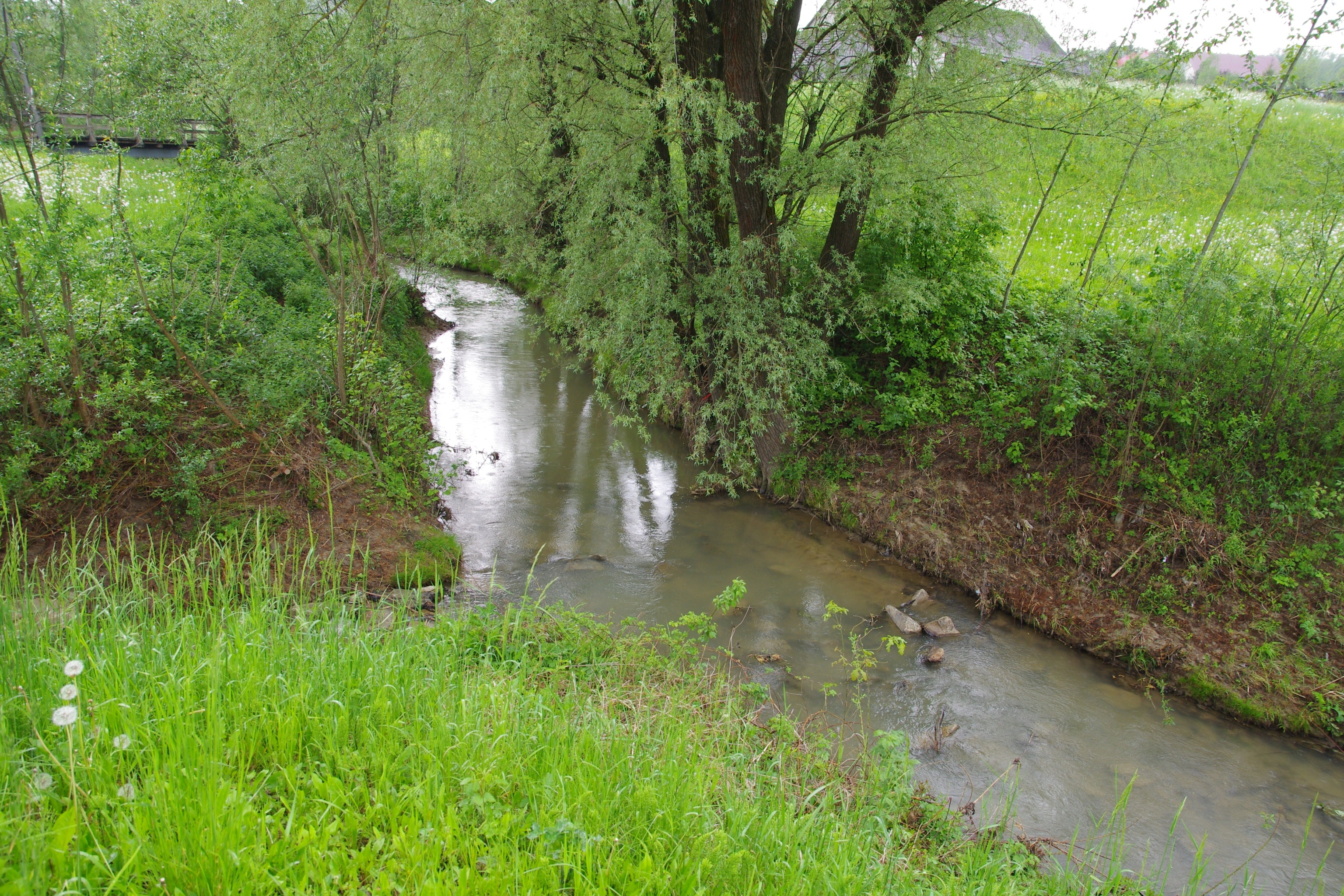
Жеп'янка у Жепенник-Стшижевський
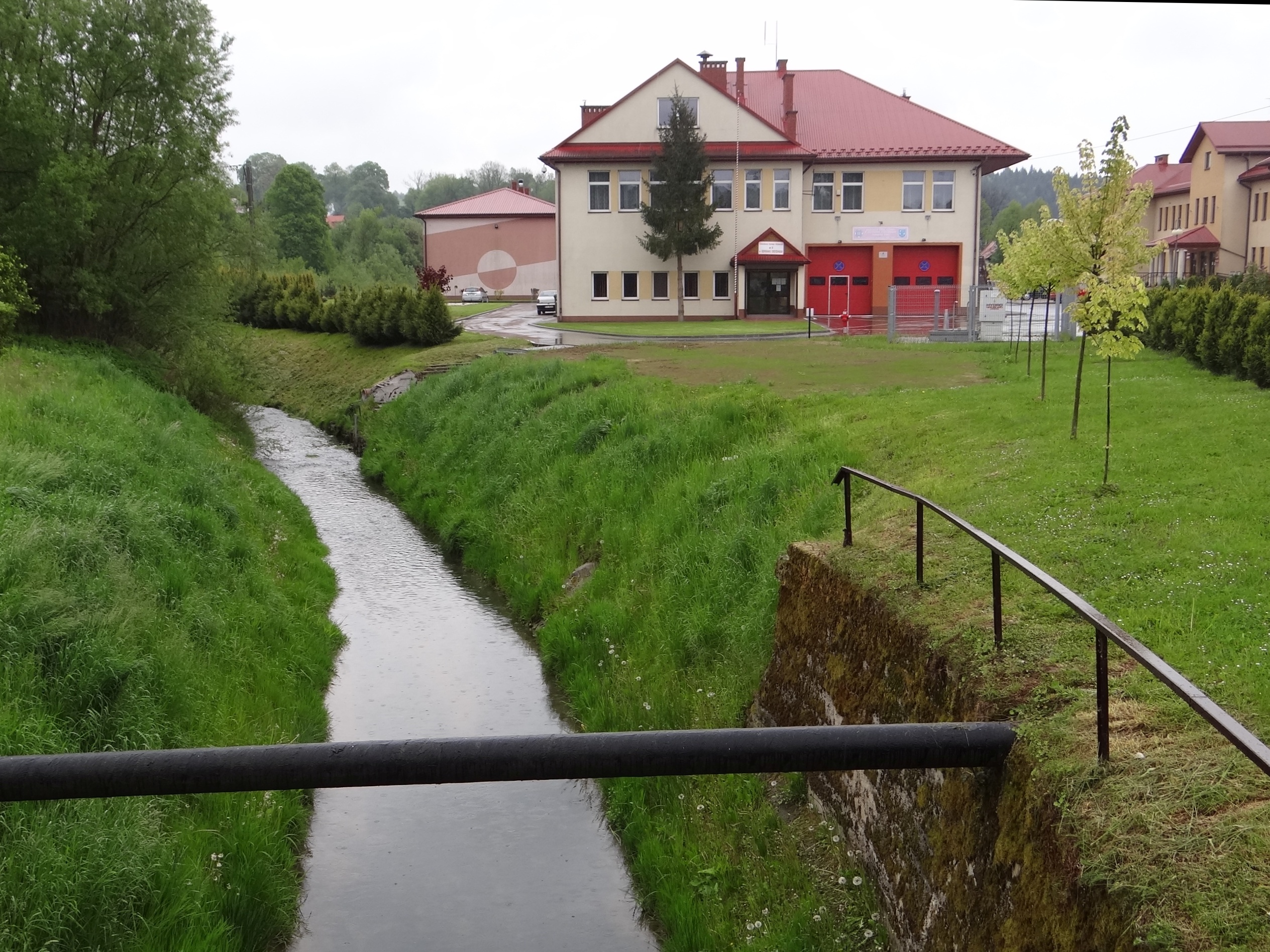
Жеп'янка у Жепенник-Стшижевський
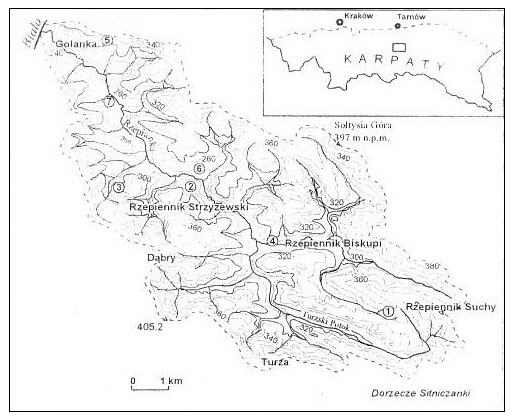
Басейн річки Жеп'янка на передгір'ї Цунжковіцких, правобережна притока Білої.